# Koghes
Koghes là một đô thị thuộc tỉnh Lori, Armenia. Dân số ước tính năm 2011 là 355 người.